# Graphidipus fumilinea
Graphidipus fumilinea là một loài bướm đêm trong họ Geometridae.